# Braslaŭ
Braslaŭ (in bielorusso Браслаў?, Brasłaŭ; in russo Браслав?, Braslav; in lituano Breslauja; in polacco Brasław) è una cittadina della Bielorussia, capoluogo del Distretto di Braslaŭ nella Regione di Vicebsk.